# 淮海中路1634号花园住宅
淮海中路1634号花园住宅是中国上海的历史建筑，位于今徐汇区湖南街道淮海中路1634号（湖南路口东侧），紧邻逸村。该建筑建于1930年，红瓦坡顶，2层砖木结构。该建筑曾为何应钦住宅，现为市科技情报所。
1994年，淮海中路1634号花园住宅被列为第二批上海市优秀历史建筑，编号D-Ⅲ-009。